# Tour d'Indonesia
Il Tour d'Indonesia (it. Giro dell'Indonesia) è una corsa a tappe maschile di ciclismo su strada che si svolge in Indonesia ogni anno nel mese di ottobre. Creata nel 2004 come evento del calendario nazionale, nel 2005 è stata inserita nel calendario dell'UCI Asia Tour nella classe 2.2.

## Albo d'oro
Aggiornato all'edizione 2019.
| Anno      | Vincitore         | Secondo                  | Terzo               |
| --------- | ----------------- | ------------------------ | ------------------- |
| 2004      | Nathan Dahlberg   | Amin Suryana             | Wong Ngai Ching     |
| 2005      | Hossein Askari    | Paul Griffin             | Vjačeslav Dyadičkin |
| 2006      | David McCann      | Vjačeslav Dyadičkin      | Mostafa Seyed       |
| 2007      | non disputato     | non disputato            | non disputato       |
| 2008      | Ghader Mizbani    | Amir Zargari             | Hossein Jahabanian  |
| 2009      | Mahdi Sohrabi     | Ghader Mizbani           | Andrej Mizurov      |
| 2010      | Herwin Jaya       | Fatahilah Abdulah        | Edmund Hollands     |
| 2011      | Eric Sheppard     | Christoph Springer       | Chun Hing Chan      |
| 2012-2017 | non disputato     | non disputato            | non disputato       |
| 2018      | Ariya Phounsavath | Peerapol Chawchiangkwang | Jokin Etxabe        |
| 2019      | Thomas Lebas      | Angus Lyons              | Jeroen Meijers      |